# Pierre Charles Le Monnier
Pierre Charles Le Monnier (Parigi, 20 novembre 1715 – Bayeux, 3 aprile 1799) è stato un astronomo e geofisico francese.

## Biografia e attività
Pierre Charles Le Monnier (o Lemonnier) nacque a Parigi da Pierre Lemonnier (1675-1757), matematico e professore di filosofia al "Collége d'Harcourt". Fece la sua prima osservazione astronomica documentata all'età di 16 anni e, quattro anni dopo, presentò una cartografia dettagliata della Luna che, assieme ad altri lavori, gli valse l'ingresso alla Accademia Reale delle Scienze (poi divenuta Accademia delle scienze di Francia) il 21 aprile del 1736 a soli 20 anni.

Nello stesso anno partecipò con Alexis Clairault alla spedizione in Lapponia diretta da Pierre Louis Moreau de Maupertuis, organizzata per determinare se la Terra è un ellissoide schiacciato o allungato ai Poli. Da questa impresa in poi sembra che sia divenuto l'astronomo prediletto di Luigi XV. Poco dopo il suo ritorno, in una memoria letta all'Accademia, illustrò i vantaggi del metodo di John Flamsteed per determinare l'ascensione retta.

Il 5 aprile del 1739 fu nominato membro della Royal Society.

Le sue insistenti raccomandazioni ad usare metodi e strumenti britannici contribuirono molto a modernizzare la pratica astronomica francese; a questo proposito intrattenne anche una corrispondenza con James Bradley.

Fu il primo a rappresentare gli effetti della nutazione nelle Tabelle solari e, nel 1743 eseguì delle misurazioni con uno gnomone all'interno della chiesa di Saint Sulpice a Parigi. Tali osservazioni, se paragonate a quelle che Giovanni Cassini aveva eseguito a Bologna nel 1656, indicano una minore inclinazione dell'eclittica, come anche una minore "altezza polare" della città di Parigi. 

Nel 1745 fu eletto membro dell'"Accademia Prussiana delle Scienze".

Nel 1746 fu nominato professore al "Collegio di Francia" e fu così il primo insegnante di astronomia di Jérôme Lalande, con il quale, peraltro, ebbe in seguito diverse dispute.

Visitò l'Inghilterra nel 1748, in compagnia del Conte di Morton e dello studioso di ottica James Shore, prolungando poi il suo viaggio in Scozia, dove, il 25 luglio, poté osservare un'eclissi anulare di Sole.

Le Monnier è stato un osservatore infaticabile, che fece progredire la pratica della misurazione astronomica e geodetica in Francia. La stima di Luigi XV gli permise di procurarsi la migliore strumentazione per i suoi studi, in gran parte costruita in Inghilterra. Partecipò anche attivamente alla diffusione dei lavori dei suoi colleghi inglesi, in particolare quelli di John Flamsteed e di Isaac Newton. 

A lui si attribuiscono diverse iniziative e molti risultati notevoli:
- un'indagine su anomalie di Giove e di Saturno, i cui risultati furono confermati e utilizzati da Eulero nel suo saggio del 1748;
- una serie di osservazioni sulla Luna, che si protrassero per oltre 15 anni;
- varie ricerche sul magnetismo terrestre e l'elettricità atmosferica:
- l'individuazione e la localizzazione di un gran numero di stelle fisse;
- un'esposizione assai completa della teoria analitica della gravitazione, che Le Monnier fece nel corso delle sue lezioni al "Collegio di Francia";
- una dozzina di osservazioni su una apparente stella di 5º grandezza, prima che questa fosse ufficialmente scoperta da William Herschel nel 1781 e più tardi identificata come il pianeta Urano;
- la determinazione dei cambiamenti della rifrazione atmosferica terrestre in estate e in inverno:
- la riformulazione delle Tabelle solari.

Dal suo matrimonio con Mademoiselle de Cussy nacquero tre figlie, delle quali Renée Françoise Adélaïde (1767 - 1833) all'età di 25 anni convolò a nozze con il matematico Joseph Louis Lagrange.
Suo fratello minore, Louis Guillaume Le Monnier (1717 - 1799), botanico, fisico, naturalista, geologo e medico fu considerato uno degli uomini di cultura francesi più in vista del XVIII secolo.

L'attività di Le Monnier e la sua carriera di astronomo e geofisico terminarono a causa di una paralisi che lo colpì nel 1791, poi una seconda apoplessia concluse di lì a breve la sua esistenza. Morì a Héril, un borgo nei pressi di Bayeux.

## Pubblicazioni principali
- 1741 - Histoire céleste.
- 1743 - Théorie des comètes.
- 1746 - Institutions astronomiques.
- 1751-1775 - Observations de la Lune, du Soleil et des étoiles fixes.
- 1755 - Nouveau zodiaque.
- 1771 - Astronomie nautique lunaire, où l'on trait de la Latitude & de la Longitude en mer, de la Période ou Saros, des parallaxes de la Lune ... suivie d'autres Tables des mouvements du Soleil & des Étoiles fixes, auxquelles la Lune serà comparée dans les voyages de long cours. Paris. Imprimerie Royale.
- 1774 - Essai sur les marées.
- 1776-1778 - Loix du magnétisme comparées aux expériences dans les différentes parties du Globe terrestre, pour perféctionner la théorie de l'aimant & indiquer par par-là les courbes magnétiques qu'on cherche à la mer, sur les cartes réduites. Paris. Imprimerie Royale.

## Riconoscimenti
Gli è stato dedicato un asteroide, 29187 Lemonnier.